# Nachal Tola
Nachal Tola (hebrejsky: נחל תולע) je vádí v severním Izraeli, na pomezí Dolní Galileji a údolí řeky Jordán.
Začíná v nadmořské výšce okolo 200 metrů na jihozápadních svazích náhorní planiny Ramat Kochav, jež je východní výspou vysočiny Ramot Jisachar. Vádí směřuje k jihozápadu, sestupuje po prudkých, bezlesých svazích a ústí do vádí Nachal Jisachar.